# Biharnagybajom
Biharnagybajom es un pueblo ubicado en el distrito de Püspökladány, en el condado de Hajdú-Bihar, Hungría.

## Superficie
Posee una superficie de 61,35 kilómetros cuadrados.

## Demografía
Hasta 2019 la población era de 2647 habitantes, con una densidad de población de 43,15 habitantes por kilómetro cuadrado.